# دغموس رأس الرجاء
دغموس رأس الرجاء (الاسم العلمي:Cytinus capensis) هو نوع من النباتات يتبع جنس الدغموس من الفصيلة الدغموسية.